# Klüt (Detmold)
Klüt ist ein Ortsteil von Detmold im Kreis Lippe in Nordrhein-Westfalen, der aus der ehemaligen Gemeinde Dehlentrup hervorgegangen ist. Er liegt etwa drei Kilometer nördlich vom Stadtzentrum entfernt. Die benachbarten Detmolder Ortsteile sind im Uhrzeigersinn Barkhausen, Brokhausen, Hakedahl, Detmold-Nord, Jerxen-Orbke, Oettern-Bremke und Loßbruch. Der Name Klüt stammt vom lippischen Ausdruck für Erdklumpen (Kluten). 
Die ehemalige Gemeinde Dehlentrup wurde aus den Ortschaften Dehlentrup, Klüt, Klüterberg sowie dem Gut Röhrentrup gebildet und gehörte ursprünglich zur Vogtei Heiden.

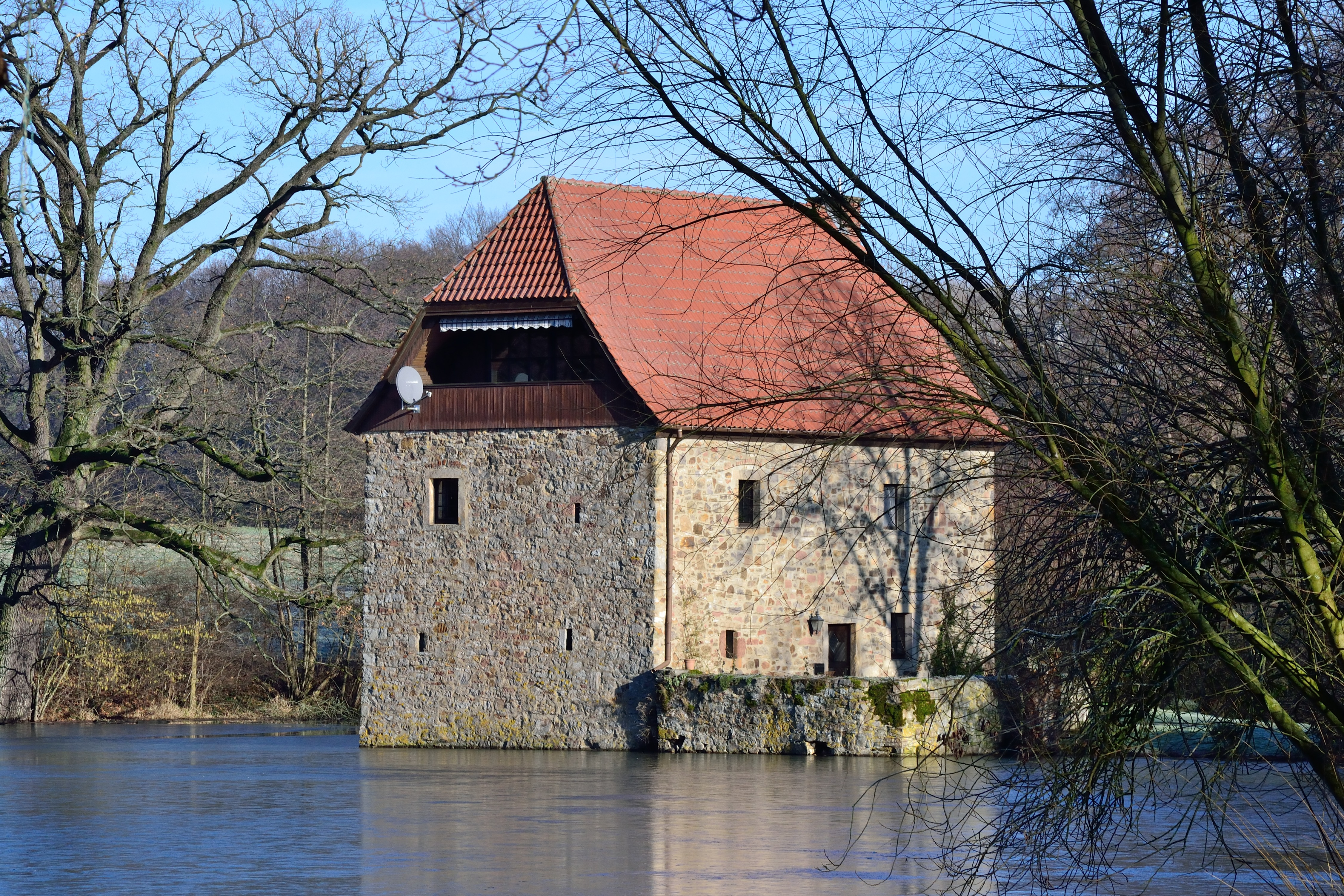
Bauernburg auf Gut Röhrentrup

Auf Klüter Gebiet liegt das Gut Röhrentrup mit einer ehemaligen Bauernburg, die zum Unterschied zu anderen Bauernburgen völlig von Wasser umgeben war. Man findet sie am Nordhang des Mönkebergs im Quellgebiet des Ötternbachs versteckt zwischen Baumgruppen und Gehölz. Das aus dem 19. Jahrhundert stammende Wohnhaus und die Wirtschaftsgebäude gruppieren sich an drei Seiten um einen Hof. Vor dem Eingang liegt ein Teich, in dessen Mitte sich die eher unscheinbar wirkende Bauernburg erhebt. Derartige Bauernburgen errichtete man im Mittelalter, um Menschen, Tiere und Vorräte bei Gefahr in Sicherheit zu bringen. Fast dreißig dieser Anlagen gab es nachweislich in Lippe, von denen noch fünf bis heute erhalten sind. Vermutlich entstand diese wehrhafte Bauernburg bereits im 12. Jahrhundert. Im Gutsgebäude einigten sich die lippischen Landesherren zu Beginn des 17. Jahrhunderts mit der Stadt Lemgo im Röhrentruper Rezess über Glaubensfragen.
Die Grundschule Klüt ist eine von 14 Grundschulen der Stadt Detmold. Sie hat etwa 100 Kinder in vier Klassen. Jetzt sind dort zusätzlich die Kinder der Offenen Ganztagsschule (OGS) untergebracht, die 2007 gestartet wurde.
Seit der Mitte des 19. Jahrhunderts bestand die Gemeinde Dehlentrup  im lippischen Verwaltungsamt Detmold. Im Jahre 1911 hatte die Gemeinde insgesamt 575 Einwohner, darunter 347 in Klüt, 113 in der Ortschaft Dehlentrup, 87 in Klüterberg und 28 auf Gut Röhrentrup. Am 1. Januar 1970 wurde die Gemeinde Dehlentrup in die Kreisstadt Detmold eingegliedert. Ihr größter Teilort Klüt gab dem seitdem bestehenden Detmolder Ortsteil den Namen.
In Detmolder Ortsteil Klüt wohnen auf einer Fläche von 5,8 km² insgesamt 1690 Bürger (August 2006). Ortsbürgermeister ist derzeit Rüdiger Preuß (SPD), der zugleich der Vertreter im Stadtrat ist.